# رابرت دالوا
رابرت دالوا (انگلیسی: Robert Dalva؛ زادهٔ ۱۴ آوریل ۱۹۴۲) تدوین‌گر اهل ایالات متحده آمریکا است. وی برای فیلم اسب سیاه نامزد دریافت جایزه اسکار بهترین تدوین شد.

## فیلم‌شناسی
- اسب سیاه (۱۹۷۹)
- لتینو (۱۹۸۵)
- آسمان اکتبر (۱۹۹۹)
- پارک ژوراسیک ۳ (۲۰۰۱)
- کاپیتان آمریکا: نخستین انتقام‌جو (۲۰۱۱)
- سرقت (۲۰۱۵)